# くるくるドカン〜新しい波を探して〜
『くるくるドカン〜新しい波を探して〜』（くるくるドカン あたらしいなみをさがして）は、2006年4月8日から同年9月30日までフジテレビで放送されていたバラエティ番組である。実際のタイトルロゴには「新しい波を探して」というサブタイトルは付いていないが、フジテレビの公式サイトでは常にサブタイトル付きで表記されていた。

## 概要
2006年3月に終了した『ブンブンサタデー』枠の後番組で、フジテレビ土曜23時台の番組初の本格的な1時間番組だった。2006年3月まで火曜深夜に放送されていた『井の中のカワズ君』を前身とする。タイトルの「くるくる」とは、クルクル回るのくるくるではなく、「何かが来る」という意味。
放送時間は基本的に毎週土曜 23:00 - 翌0:00 （JST）だったが、スペシャル番組やスポーツ中継などの編成で遅くなる場合があった。初回は30分遅れで放送された。大分県ではTBS系列の大分放送で、2006年10月6日（5日深夜）から3週間だけ（次の番組の開始まで）、金曜 0:59 - 1:59（木曜深夜）に放送されていた。
準レギュラーを務めていたロマンポルシェ。のヴォーカル・掟ポルシェは、「発見!くる波ワード」でのチャレンジ・リアクション企画や、それに続く東海道五十三次シリーズで番組の人気者となったが、東海道五十三次ゴール後に本番組で築き上げたものを全て台無しにするような酷いドッキリ企画を仕掛けられてしまった。また、ドッキリ企画のVTRには、彼が基本的に公表していないはずの本名をスタッフが堂々と映してしまったことについて、掟自身がネット連載「4ちゃんねる」で苦言を呈している。

## 出演者
松嶋と大蘿は『井の中のカワズ君』からの、くりぃむしちゅーと青木は『ブンブンサタデー』枠からの継続出演者である。

### レギュラー
- くりぃむしちゅー（有田哲平・上田晋也）
- 青木さやか
- 松嶋尚美（オセロ）
- アンガールズ（山根良顕・田中卓志）
- 大蘿淳司（Yahoo! JAPAN マーケティング部本部長）
- カワズくん（カエルのキャラクター）

### 準レギュラー
- おぎやはぎ（矢作兼・小木博明）
- 長州小力
- HG（レイザーラモン）
- 掟ポルシェ（ロマンポルシェ。） - VTRのみに出演。

## 放送内容
Yahoo! JAPANの全面的な協力のもと、検索窓から検索されたデータを基に今、日本国民やゲストとして訪れた芸能人が気になっていることを全てこの番組で公開してしまおうという内容。企画を4つのブロックに分け、それぞれの進行役をレギュラーの1人が担当するという方式を採用していた。
- 第1ブロック：ゲスト検索チャート - 進行役：青木さやか
毎回登場するゲスト（第1回目ではMCのくりぃむしちゅー）に関して、直近の2年間の検索数の変遷や、第2検索ワード（「くりぃむしちゅー 第2検索ワード」のように、ある語句について絞り込み検索するのに用いられる語句）の順位を見ることで、そのゲストを国民がどう見ているかを探る。諸事情によりテレビで放送出来ないワードは「※大人の事情」と表示されるようである。ゲストによっては2 - 3個もあり、それに関しては出演者も触れない。
- 第2ブロック：検索急上昇ワードランキング - 進行役：上田晋也
最近Yahoo!での検索数が急増した（= 国民から急速に熱い注目を集めている）語句について、増加率上位3つを紹介する（現在は上位5つだが、下位の語句は詳しい説明を省略されることがある）。こちらが冒頭に来る場合も多い。
- 第3ブロック：発見!くる波ワード - 進行役：有田哲平
これから検索数が伸びることが期待される人物や事象を紹介する。おぎやはぎ、アンガールズ、長州小力らがロケ取材することもある。掟ポルシェの連続企画もこのコーナーで行っていた。
- 第4ブロック：発見!さざ波芸人 - 進行役：松嶋尚美
まだブレイクしていない若手芸人を、特定の第2検索ワード（たとえば「芸人 男前」）をもとにピックアップして紹介する。芸人登場時の出囃子は、かつてフジテレビで放送されていたアニメ『一発貫太くん』のオープニングテーマ「やるぞ一発！野球道」の1フレーズ（最後の部分）である。ちなみにこのコーナーに出演した大好物やにしおかすみこは、後番組の『カワズ君の検索生活』にも引き続き出演している。

### 第2検索ワードと出演若手芸人
- 「芸人×男前」
  - 前坂淳平（ワタナベコメディスクール）
  - 島田夫妻（ワタナベエンターテインメント）
  - 瞬間メタル（ニュースタッフエージェンシー)
- 「芸人×腰が低い」
  - 名刀長塚（大川興業）
  - 響（ソニー・ミュージックアーティスツ）
  - DA-DA（松竹芸能)
- 「芸人×お金持ち」
  - 大蛇が村にやってきた（吉本興業）
  - 髭男爵（サンミュージック）
  - 中山功太（吉本興業）
- 「芸人×ハイテンション」
  - ガンバレイシウバ（オフィスインディーズ）
  - ドラマチック貞（プライムワン）
  - くまだまさし（吉本興業）
- 「芸人×華がない」
  - ですよ。（吉本興業・東京）
  - 川村エミコ（ホリプロ）
  - 瞬間メタル（ニュースタッフエージェンシー）
- 「芸人×マニアックモノマネ」
  - EE男（ワタナベエンターテインメント）
  - ガリットチュウ（吉本興業）
  - ゆかいパン（吉本興業）
- 「芸人×色っぽい」
  - 椿鬼奴（吉本興業）
  - 島田夫妻（ワタナベエンターテインメント）
  - にしおかすみこ（ワタナベエンターテインメント）
- 「芸人×キャラが濃い」
  - 超新塾（ワタナベエンターテインメント）
  - 大好物（吉本興業）
  - 竹内大納言ターボα（吉本興業）
- 「芸人×訛り」
  - U字工事（アミー・パーク）
  - 佐久間一行（吉本興業）
  - やまもとまさみ（マセキ芸能社）
- 「芸人×肉体派」
  - 弾丸ジャッキー（ニュースタッフエージェンシー）
  - サバンナ（吉本興業）
  - クールポコ（ワタナベエンターテインメント）
- 「芸人×ものまね」 
  - HEY!たくちゃん（ケイダッシュステージ）
  - こばやしけん太（マセキ芸能社）
  - ゆうぞう（オフィスインディーズ）
- 「芸人×歌」 
  - Dice（現ダイス）（ワタナベエンターテインメント）
  - まぁこ（浅井企画）
  - サバンナ（吉本興業）
- 「芸人×ナルシスト」 
  - TAIGA（ジンセイプロ）
  - 瞬間メタル（ニュースタッフエージェンシー）
  - ダーリンハニー（太田プロ）
- 「芸人×コスプレ」
  - 若井おさむ（吉本興業）
  - にしおかすみこ（ワタナベエンターテインメント）
  - いとうあさこ（マセキ芸能社）
- 「芸人×キモカワイイ」
  - 大好物（吉本興業）
  - ゆうぞう（オフィスインディーズ）
  - 椿鬼奴（吉本興業）
- 「芸人×かわいい」
  - プラスマイナス（吉本興業）
  - 出雲阿国（吉本興業）
  - にしおかすみこ（ワタナベエンターテインメント）
- 「芸人×汗くさい」
  - 我が家（ワタナベエンターテインメント）
  - タイムマシーン3号（ケーアッププロモーション）

「ゲスト検索チャート」と「検索急上昇ワードランキング」の2コーナーは、『井の中のカワズ君』からの引き継ぎコーナーである。

### その他
- 変顔選手権 - 進行役：有田哲平
女性有名人の変顔（口に指を入れて伸ばしたり白目を向いたりして作る顔）写真を並べ、その変顔度と通常時の顔とのギャップを競っていた不定期コーナー。上田はこのコーナーに特別な思い入れを持っているらしく、しばしば変顔度の足りない女性に対して怒りを露にしていた。
  - 第1回 - フジテレビ女子アナウンサー
優勝：宮瀬茉祐子
その他参加者：中野美奈子、中村仁美、戸部洋子、斉藤舞子、遠藤玲子、高橋真麻、平井理央
  - 第2回 - グラビアアイドル
優勝：時東ぁみ
その他参加者：愛川ゆず季、浜田翔子、相澤仁美、夏川純、木口亜矢、福下恵美、小倉優子
- もてマジック - 進行役：有田哲平
有田が女性にモテるマジックを実演していた不定期コーナー。主にゲストが若い女性のときに行われていたが、中野美奈子を相手役にして行うこともあった。
- 下文字にグラビアアイドル、モデルなどの検索ランキングはYahoo! JAPANの検索を提供している[要説明]。

## スタッフ
- 企画：吉田正樹（当時フジテレビ）、芳賀正光（T&M）、安達元一
- 構成：北本かつら、石井裕之、大平カンフー（大平尚志）
- ブレーン：岐部昌幸、細田マサシ
- ナレーター：山口奈々
- 美術制作：三竹寛典（フジテレビ）
- デザイン：棈木陽次（フジテレビ）
- 美術進行：林勇（フジアール）
- 大道具：杉本孝宏、鎌田大祐
- アクリル装飾：児玉まれお（児玉希生）
- 電飾：白鳥雄一
- 興進：石井誠
- メイク：石井織恵
- SW：長瀬正人
- カメラ：河西純、横山正照
- VE：田畑司
- 音声：森田篤
- 照明：本沢啓史
- 編集：岩崎秀徳、檜山勉
- MA：石川英男、鈴木久美子
- タイトル：岩崎光明
- ペイント：吉沢真純
- CG：Dレンジ
- CGディレクター：鈴木鉄平（フジテレビ）
- アニメーション：木本禎子（フジテレビ）
- キャラデザイン：季里
- TK：松下絵里（TBG）
- 音響効果：田中寿一（J-WORKS）
- リサーチ：Yahoo! JAPAN、フルタイム、STEELO
- 広報：加藤麻衣子（フジテレビ）
- 編成：渋谷謙太郎（フジテレビ）
- 番組デスク：渡辺文子（T&M）、森次千香子
- オープニングテーマ（クレジット無し）：「どか〜ん」真心ブラザーズ
- エンディングテーマ：「下北沢南口」甲斐名都
- 技術協力：ニユーテレス、FLT、IMAGICA
- 協力：葛西臨海水族園
- 半透明スタッフ（名義貸し）：片岡飛鳥
- 制作協力：T&M、IVSテレビ制作
- 協力プロデューサー：清水宏泰・宮道治朗・石井浩二（全員フジテレビ）
- FD：麻生裕久、志賀一寿、鈴木善貴（フジテレビ）、井上洋平
- ディレクター：萩原博喜・新井勝也・村山尚純（全員IVSテレビ制作、村山→現関西テレビ）
- 演出：武田誠司・蜜谷浩弥（共にフジテレビ）
- プロデューサー：朝妻一（フジテレビ）、大岡制（T&M）、福浦与一・佐藤基（共にIVSテレビ制作）
- チーフプロデューサー：藤沼聡（フジテレビ）
- 制作：フジテレビバラエティ制作センター
- 制作著作：フジテレビ